# Jean Cuminal
Jean Cuminal (1923-1996) est un prélat catholique français qui fut évêque auxiliaire de Besançon de 1975 à 1982, évêque de Saint-Flour de 1982 à 1990, puis évêque de Blois de 1990 jusqu'à sa mort.
De 1964 à 1972, il est secrétaire général de l'Enseignement catholique.